# Bangkok United Football Club

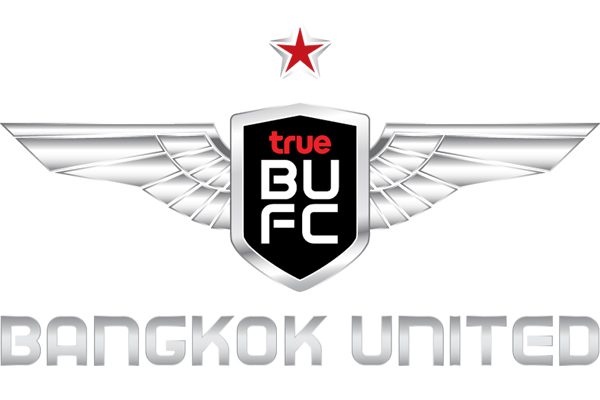
Logo do BUFC

Bangkok United Football Club é um clube de futebol da Tailândia. Disputa atualmente a primeira divisão nacional.

## Elenco Atual
Nota: Bandeiras indicam equipe nacional, conforme definido pelas regras de elegibilidade da FIFA. Os jogadores podem ter mais de uma nacionalidade não-FIFA.
| N.º |           | Posição | Jogador               |
| --- | --------- | ------- | --------------------- |
| 1   | Tailândia | G       | Patiwat Khammai       |
| 3   | Brasil    | D       | Everton (Capitão)     |
| 4   | Tailândia | D       | Manuel Bihr           |
| 5   | Brasil    | D       | Philipe Maia          |
| 6   | Tailândia | D       | Nitipong Selanon      |
| 7   | Sérvia    | A       | Luka Adžić            |
| 8   | Tailândia | M       | Wisarut Imura         |
| 10  | Tailândia | A       | Teerasil Dangda       |
| 11  | Tailândia | M       | Rungrath Poomchantuek |
| 14  | Singapura | M       | Kyoga Nakamura        |
| 16  | Omã       | A       | Muhsen Al-Ghassani    |
| 17  | Japão     | A       | Seia Kunori           |
| 18  | Tailândia | M       | Thitiphan Puangchan   |

| N.º |               | Posição | Jogador               |
| --- | ------------- | ------- | --------------------- |
| 19  | Tailândia     | A       | Chayawat Srinawong    |
| 20  | Tailândia     | A       | Guntapon Keereeleang  |
| 21  | Indonésia     | D       | Pratama Arhan         |
| 24  | Tailândia     | D       | Wanchai Jarunongkran  |
| 26  | Tailândia     | D       | Suphan Thongsong      |
| 27  | Tailândia     | M       | Weerathep Pomphan     |
| 28  | Tailândia     | M       | Natcha Promsomboon    |
| 29  | Tailândia     | G       | Phuwadol Pholsongkram |
| 30  | Curaçau       | A       | Richairo Živković     |
| 34  | Tailândia     | G       | Warut Mekmusik        |
| 36  | Tailândia     | D       | Jakkapan Praisuwan    |
| 39  | Tailândia     | M       | Pokklaw Anan          |
| 96  | Tailândia     | D       | Boontawee Theppawong  |
| 97  | Países Baixos | A       | Ilias Alhaft          |

## Títulos
- Campeonato Tailandês: 2006
- Thai FA Cup: 2023–24
- Thailand Champions Cup: 2023